# 卡萨科
卡萨科（義大利語：Cassacco），是意大利乌迪内省的一个市镇。总面积11.63平方公里，人口2938人，人口密度252.6人/平方公里（2009年）。ISTAT代码为030019。